# Horobiivka, Mîronivka
Horobiivka (în ucraineană Горобіївка) este un sat în comuna Kîpeacika din raionul Mîronivka, regiunea Kiev, Ucraina.

## Demografie
Componența lingvistică a localității Horobiivka
     Ucraineană (90,36%)
     Rusă (9,04%)
     Alte limbi (0,6%)
Conform recensământului din 2001, majoritatea populației localității Horobiivka era vorbitoare de ucraineană (90,36%), existând în minoritate și vorbitori de rusă (9,04%).